# Bangana xanthogenys
 Bangana xanthogenys és una espècie de peix cipriniforme de la família dels ciprínids que es troba al Vietnam i la Xina (Yunnan).